# Gurania latifolia
Gurania latifolia là một loài thực vật có hoa trong họ Cucurbitaceae. Loài này được Rusby mô tả khoa học đầu tiên năm 1927.